# Léanord
Léanord est un fabricant français de matériel informatique, implanté à Haubourdin dans la banlieue lilloise, qui obtint le parrainage et l'aide des pouvoirs publics (ANVAR, ADI et CNDP) pour développer et industrialiser le nanoréseau, conçu par une équipe d'enseignants du Centre Universitaire d'Économie et d'Éducation Permanente (CUEEP) de la région.

## Dates clés
1960 : Création de Léanord
1971 : Installation à Haubourdin
1979 : Orientation vers la micro-informatique
1988/1989 : Acquisition par IN2 filiale d'intertechnique de Léanord puis de l'ensemble IN2-Léanord par Siemens.

## Création de Léanord
Le 28 Juillet 1960, M Pronier, ingénieur et M Ségard, responsable d'une école d'ingénieurs située à Lille, créent Léanord (Laboratoire d'électronique et automatisme du Nord) SARL au capital de 10 KF.
Leur objectif est de mettre sous la formule de la recherche sous contrat, à la disposition des industriels du Nord, une équipe de chercheurs, d'ingénieurs et de techniciens pour étudier les application de l'électronique et de l'automatique.
Mais l'industrie semble peu réceptive aux avantages que représente la recherche sous contrat.
Léanord décide de vendre ses résultats plutôt que de la recherche.
En 1962, la société se réorganise et prend en charge des problèmes industriels particulier avec obligation de résultat, mais n'ayant pas de produits propres, le développement de l'entreprise reste précaire.

En 1968, Léanord marque un important de stratégie. Elle décide de réaliser des produits commercialisables dans plusieurs secteurs (contrôle non destructif, textiles, systèmes automatiques et informatique clés en mains), et se dote d'un service commercial et d'une petite unité de production.

## Léanord s'installe à Haubourdin
En 1971, Léanord se transforme en SA au capital de 100 KF et s'installe dans un nouveau bâtiment établi à Haubourdin, ville située à 220 km de Paris, 4 km de Lille aux carrefours autoroutier et ferroviaire entre Londres, Bruxelles et Paris.
Framatome charge Léanord de l'étude et la réalisation d'automatisme pour les centrales nucléaires.
Léanord qui a déjà une bonne maitrise de la mini-informatique s'intéresse à la micro.
Deux ans plus tard, elle sort le Picolog (micro-ordinateur monoposte destiné à l'industrie).
Pour rentabiliser au maximum son outil de production, l'entreprise se tourne vers la sous-traitance et fabrique pendant 2 ans des sous-ensembles de câblage de matériel militaire pour Thomson et Dassault.
En 1978, Léanord sort le système 85 (Picocarte). Système composé de plusieurs petites cartes électroniques connectées sur un bus câblé.

## La micro-informatique
En 1979, Léanord commercialise le premier ordinateur complet (unité centrale, unité de disque, clavier et écran) appelé SILEX.
C'est le début d'une ère nouvelle pour Léanord qui s'éloigne progressivement de son ancienne activité.
En 1980, la micro-informatique représente 13% du chiffre d'affaires.

## Siège social et organigramme
En 1986, le PDG de la société Léanord était Bernard Pronier, qui préfaça l'ouvrage de Gilbert Cornilliet, que l'Éducation nationale recommandera alors aux professeurs-animateurs.